# Jesse Markusse
Jesse Markusse (Amsterdam, 27 mei 1992) is een Nederlandse basketballer die speelde voor Apollo Amsterdam en Yoast United in de Dutch Basketball League (DBL).

## Carrière
Markusse begon zijn jeugdopleiding bij BV Lely in Amsterdam. In het seizoen 2011-2012 speelde hij in de Promotiedivisie bij BC Apollo, dat in dat seizoen kampioen werd. Het seizoen daarna speelde hij zijn eerste seizoen in de DBL seizoen bij Apollo. Vervolgens maakte hij voor anderhalf jaar de overstap naar Aris Leeuwarden, om vervolgens in december 2014 weer terug te keren naar de hoofdstad. Bij Apollo speelde Markusse nog drie jaar onder hoofdcoach Patrick Faijdherbe. Daar liet hij zien een efficiënte speler te zijn door in korte tijd tot een goed aantal punten en rebounds te komen. In 2020 en 2021 speelde hij voor Yoast United, daarna is hij gestopt in de DBL.

## Erelijst
- Landskampioen (2012)

## Statistieken
Dutch Basketball League
| Jaar    | Team       | GS | MPW  | 2P%  | 3P%  | VW%  | RPW | APW | SPW | BPW | PPW |
| ------- | ---------- | -- | ---- | ---- | ---- | ---- | --- | --- | --- | --- | --- |
| 2012–13 | Amsterdam  | 33 | 13.4 | .552 | .206 | .539 | 2.9 | 0.4 | 0.6 | 0.1 | 2.8 |
| 2013–14 | Leeuwarden | 42 | 9.0  | .482 | .000 | .455 | 2.6 | 0.4 | 0.6 | 0.3 | 1.5 |
| 2014–15 | Leeuwarden | 9  | 9.6  | .200 | .000 | .750 | 1.6 | 0.3 | 0.4 | 0.3 | 0.6 |
| 2014–15 | Amsterdam  | 7  | 5.4  | .429 | .000 | .800 | 0.6 | 0.0 | 0.0 | 0.0 | 1.4 |
| 2015–16 | Amsterdam  | 27 | 14.4 | .470 | .304 | .742 | 3.5 | 0.3 | 0.3 | 0.3 | 3.9 |
| 2016–17 | Amsterdam  | 26 | 14.5 | .604 | .297 | .300 | 3.0 | 0.7 | 0.4 | 0.4 | 3.6 |
| 2017–18 | Amsterdam  | 32 | 20.4 | .674 | .385 | .698 | 4.9 | 0.8 | 0.4 | 0.3 | 7.6 |
| 2018–19 | Amsterdam  | 13 | 17.1 | .615 | .360 | .588 | 4.5 | 0.5 | 0.3 | 0.5 | 5.3 |